# Marzęcino (gmina)
Marzęcino – dawna gmina wiejska istniejąca w latach 1945–1954 i 1973–1976 w woj. gdańskim, a następnie w elbląskim (dzisiejsze woj. pomorskie), w regionie Żuław Wiślanych. Siedzibą władz gminy było Marzęcino.
Gmina Marzęcino powstała po II wojnie światowej (1945) w części byłego Wolnego Miasta Gdańsk, w której utworzono tymczasowy powiat nytyski (ziemie te wchodziły w skład tzw. IV okręgu administracyjnego – Mazurskiego). 7 kwietnia 1945 gmina – wraz z pozostałym obszarem byłego Wolnego Miasta Gdańsk – weszła w skład nowo utworzonego woj. gdańskiego, po czym obszar powiatu nytyskiego przyłączono do powiatu gdańskiego.
Według stanu z 1 lipca 1952 gmina składała się z 9 gromad: Chełmek, Gozdawa, Kępiny Małe, Kępki, Marzęcino, Orliniec, Osłonka, Stobiec i Stobna. 1 stycznia 1954 gminę przeniesiono do nowo utworzonego powiatu nowodworsko-gdańskiego w tymże województwie 1 stycznia 1954 gromady Chełmek, Osłonka i Stobiec wyłączono z gminy Marzęcino i włączono do gminy Nowy Dwór Gdański. Gmina została zniesiona 29 września 1954 wraz z reformą wprowadzającą gromady w miejsce gmin.
Jednostkę reaktywowano 1 stycznia 1973 w tymże powiecie i województwie. Gmina obejmowała 15 okolicznych miejscowości: Chełmek, Gozdawa, Kępiny Małe, Kępki, Nowinki, Orliniec, Osłonka, Piotrowo, Powalina, Solnica, Starocin, Stobiec, Stobna, Wężowiec, Żelichowo. 1 czerwca 1975 gmina weszła w skład nowo utworzonego woj. elbląskiego. 1 lipca 1976 gmina została zniesiona przez połączenie z dotychczasową gminą Nowy Dwór Gdański w nową gminę Nowy Dwór Gdański.